# Rohov (Senica)
Rohov es un municipio del distrito de Senica en la región de Trnava, Eslovaquia, con una población estimada a final del año 2024 de 382 habitantes.
Se encuentra ubicado al norte de la región, en los pequeños Cárpatos y cerca del río Váh (cuenca hidrográfica del Danubio) y de la frontera con la República Checa.

## Demografía
| Año        | 1994 | 2004    | 2014    | 2024    |
| ---------- | ---- | ------- | ------- | ------- |
| Población  | 406  | 386     | 416     | 382     |
| Diferencia |      | −4,92 % | +7,77 % | −8,17 % |

| Año        | 2023 | 2024    |
| ---------- | ---- | ------- |
| Población  | 380  | 382     |
| Diferencia |      | +0,52 % |